# Johanna Schiratzki
Johanna Louise Schiratzki, född 21 juni 1963, är en svensk professor i rättsvetenskap vid Stockholms universitet.
Johanna Schiratzki har expertkompetens inom barn- och familjerätt. Hon arbetar med rättsfrågor om vårdnad och underhåll med ett barnrättsperspektiv. En stor del av Schiratzkis forskning rör principen om barnets bästa som rättslig konstruktion. Hon har också formulerat, forskat och undervisat i rättsområdena barnrätt (Barnrättens grunder, Studentlitteratur 2002), välfärdsrätt (Föräldraansvar i välfärdsrätten, Norstedts Juridik 2013)och relationsrätt (Norstedts Juridik 2023).
Johanna Schiratzki är gästprofessor i familjerätt vid Juridiska institutionen. Johanna Schiratzki är också forskare vid Sociologiska institutionen, där hon forskar i två Fortefinansierade projekt "Splittrad barnrätt – konsekvenser av motstridiga regler om barns försörjning" samt "Vem bestämmer om barns hälso- och sjukvård?". Hon medverkar i statliga utredningar och har ingåttr i  vetenskapliga råd. 

En stor del av Johanna Schiratzkis forskning rör principen om barnets bästa som rättslig konstruktion i svenskt och internationellt perspektiv. Därmed omfattas ett stort antal för barn- och välfärdsrätt relevanta frågor såsom samhällsvård av barn inom ramen för SoL respektive LVU, vårdnad, boende, umgänge, underhållsbidrag och underhållsstöd liksom rättsfrågor rörande undervisning och hälso- och sjukvård för barn. Vidare berörs internationell privat- och processrätt, mänskliga rättigheter inklusive barnkonventionens betydelse, religionsfrihet, migrations- och utlänningsrätt. Andra forskningsintressen är forskningsetik och hur erfarenheter av vanvård av omhändertagna barn i det förflutna hanteras av rättsväsendet.Hon har engagerat sig i frågor om rätten till en värdig död.